# Bob Wise
Robert Ellsworth Wise , Jr., detto Bob (Washington, 6 gennaio 1948), è un politico statunitense, membro della Camera dei Rappresentanti per lo stato della Virginia Occidentale dal 1983 al 2001 e governatore dello stesso stato dal 2001 al 2005.

## Biografia
Allievo dell'Università Duke, Wise cominciò a lavorare in politica dapprima con incarichi nella legislatura della Virginia Occidentale e successivamente come deputato democratico al Congresso.
Nel 1993, dopo dieci anni alla Camera, Wise cambiò il distretto congressuale ma venne comunque rieletto e fu riconfermato fino al 2001, anno in cui decise di concorrere all'elezione a governatore della Virginia Occidentale.
In questa occasione Wise fronteggiò il governatore repubblicano in carica Cecil H. Underwood e riuscì a sconfiggerlo, facendosi eleggere. Nel 2004 non chiese agli elettori un secondo mandato e si ritirò, dedicandosi a collaborazioni con associazioni no profit.